# Peromyia setosa
Peromyia setosa är en tvåvingeart som beskrevs av Jaschhof 2004. Peromyia setosa ingår i släktet Peromyia och familjen gallmyggor. Inga underarter finns listade i Catalogue of Life.